# Cardiophorus filius
Cardiophorus filius is een keversoort uit de familie kniptorren (Elateridae). De wetenschappelijke naam van de soort is voor het eerst geldig gepubliceerd in 1838 door Randall.